# Harran
Harran, antigament Haran o Carres, és una ciutat del nord de Mesopotàmia, a l'est de l'Eufrates, a la vall del Balikh. Es troba a la riba del riu Djullab, a la província de Şanlıurfa, Turquia.

## Domini hitita
A la segona meitat del tercer mil·lenni era una ciutat estat que per la seva posició estratègica al camí entre Nínive i Karkemish es va convertir aviat en centre comercial, tot i que també va ser un centre religiós. Cap al 2400 aC es coneix una aliança matrimonial entre el Regne d'Haran i el Regne d'Ebla, que va reforçar les relacions comercials entre ambdós. Zugalum, princesa d'Ebla, es va casar amb el rei d'Haran, del que no es coneix el nom.
Al segon mil·lenni va ser una estació comercial assíria coneguda amb el nom d'Harranu ('camí'). Hauria estat sota domini de Xamxi-Adad I d'Ekal·latum (potser l'any 1800 aC o el 1775 aC) i després es va convertir en un estat vassall de Mari. La deïtat principal de la ciutat era el déu lluna Nanna, que va tenir culte fins als primers segles de l'època cristiana. El rei que s'esmenta a les tauletes de Mari era Itur-Asdu (o Asdi-Takim), que apareix en aliança amb els reis (més aviat caps tribals) de Zalmaqum i de Bene Yamina (benjaminites) contra la ciutat de Dir d'Ishtaran (això és, Der) dominada per Mari, tractat que es va signar al temple de Nanna; això s'hauria produït durant la revolta dels benjaminites, rebel·lió a la que hauria donat suport. Se sap que va enviar 4.000 soldats a Mari sota el comandament del seu general i germà Mutu-Addu, però no es diu amb quina finalitat, tot i que potser ja estava aliat amb Mari i eren forces d'ajut contra els elamites. Cap a la meitat del segle xviii aC les tribus israelites que venien d'Ur a Sumèria es van establir per un temps a la zona d'Haran abans de marxar al sud-oest cap al Canaan. Entre aquesta època i el 1600 aC la història de la ciutat és poc coneguda i sembla que va estar en poder de tribus, fins que els arameus hi van crear un estat anomenat Aram-Nahara'im o Beth-Nahrin (Padan-Aram o Bit-Nahrin), que vol dir 'País entre dos rius'.
Vegeu: Beth-Nahrin
Cap a la meitat del segle xiv aC la va ocupar un exèrcit hitita dirigit per Piyasilis I de Karkemish, que portava el pretendent hurrita del Regne de Mitanni, Mattiwaza. Els hitites havien ocupat abans Irridu o Irrite, situada a l'oest, en el camí entre Karkemish i Harran.
Al començament del segle xiii aC apareix un rei de nom Be'or i tot seguit un altre de nom Balaam (cap al 1270 o el 1260 aC) dels quals no se'n sap res. En la seva setzena expedició, Salmanassar I, a la meitat del segle xiii aC, va anar al país de Makhirami i arribà fins a la ciutat de Kaltan o Kallan, al nord o a l'est del país d'Haran, i va saquejar tota la zona.

## Domini assiri
Harran va caure en mans d'Assíria a la dècada del 1270 aC amb la resta de Mitanni. Cap al 1140 aC la Bíblia esmenta com a rei d'Haran Cuixan-Rixataim, que va ser derrotat pel jutge hebreu Otniel, informació que s'ha d'agafar amb cura. El 900 aC els assiris van tornar a sotmetre l'àrea en la seva campanya contra les ràtzies aramees, i es va convertir en capital regional. El 763 aC es va revoltar contra els assiris, que la van reconquerir i li van treure privilegis, però pocs anys després el rei Sargon II els va retornar. Potser el 730 aC era rei vassall d'Assíria Bel-Pihati.

## Domini babiloni
El 25 de juliol del 616 aC Nabopolassar va derrotar els assiris a Harran. Després de la pèrdua d'Assur i de Nínive, un general es va proclamar rei amb el nom d'Aixurubal·lit II, i es va fer fort a Harran, i finalment Nabopolassar de Babilònia amb ajuda dels medes, la va ocupar el 609 aC, i la va destruir. Al mateix temps els egipcis anaven en socors dels assiris (juny del 609 aC) i units a les forces d'Aixurubal·lit van tractar de recuperar Harran, que va quedar assetjada, però es van haver de retirar (agost) davant de la destrucció de la ciutat i del seu temple.
Una revolta a Harran va donar el poder a Nabo-Balatu-Ikbi; això va propiciar un cop d'estat del seu fill, el general caldeu Nabònides, que va assolir la corona de Babilònia el 556 aC. Nabònides era un governat extravagant. Va deixar el seu fill Baltasar (possible inspirador del cop d'estat) a Babilònia i es va establir a Harran, on va dedicar molta atenció al déu Sin d'Haran, del qual la seva mare, Addagoppe en va ser gran sacerdotessa a Harran i la seva filla a Ur, va reconstruir el temple i segurament la ciutat, i després va anar a l'oasi de Tayma a Aràbia, on va rebutjar el culte a Marduk, el déu de Babilònia i va establir un centre per les caravanes que creuaven Aràbia, i des d'allà va dirigir diversos atacs contra altres oasis als que va sotmetre. Els babilonis esperaven del seu rei que dediqués el culte principal a Marduk, i com que no ho va fer, i va estar ausent de Babilònia almenys durant deu anys, va perdre suport. El rei dels perses Cir II el Gran, després de derrotar l'Imperi mede (550 aC) i conquerir Lídia (547 aC), va fer presoner Baltasar a Sippar i va conquerir Babilònia. Va anunciar el restabliment del culte de Marduk i així va obtenir el suport dels babilonis.

## Entre el domini macedoni i el domini romà
L'any 331 aC hi van entrar els soldats macedonis d'Alexandre el Gran. El mateix rei es pensa que va ser a Harran l'estiu del 331 aC. Va formar part dels dominis dels seus diàdocs Perdicas d'Orèstia, Antígon el borni (Monoftalm) i Èumenes de Càrdia fins que va entrar en possessió de Seleuc I Nicàtor, que hi va establir veterans, i sota l'Imperi Selèucida era part del districte o satrapia d'Osroene (Osrhoene) amb capital a Urhai (Edessa), satrapia que va ser independent sota la dinastia abgàrida, vassalla dels parts però va oscil·lar entre Roma i l'Imperi Part. Els romans l'esmenten com Carrhae (Carres), i allí el triumvir Marc Licini Cras Dives amb l'exèrcit romà va ser derrotat pel general part Surenes l'any 53 aC. La ciutat era poblada per descendents dels macedonis, que en la lluita estaven al costat dels parts.

## Domini romà
Harran va pertànyer als reis d'Osroene. Luci Aureli Ver va incorporar aquest regne i va conquerir Nísibis, però una epidèmia el va obligar a retirar-se. Un monument de la victòria erigit a Efes assenyala Harran entre les ciutats sotmeses.
Septimi Sever va incorporar Osroene el 195 incloent-hi Harran, que va ser convertida en colònia per Caracal·la (214). Aquest emperador la va visitar l'abril del 217 i prop d'aquesta ciutat va ser assassinat a instigació del prefecte de la guàrdia pretoriana Macrí. Del 232 al 242 va estar en mans dels sassànides que van derrotar allà a l'emperador Galeri el 296. Julià l'Apòstata va fer sacrificis al déu Sin, a Harran, al començament de la seva campanya persa. Justinià I en va reparar les muralles que tenien 4 km de llarg i 3 d'ample i almenys 187 torres. De les sis portes (Alep, Anatàlia, Arslanli, Mosul, Bagdad i Rakka) només se'n conserva la primera. Sota els romans d'Orient s'anomenava sovint Hel·lenòpolis (per el paganisme dels seus habitants).

## Domini àrab
El 640 els àrabs la van ocupar sense combat. En aquest temps encara existia el culte a Sin i el seu temple va passar a ser un castell del que encara en queden les ruïnes. Va ser una de les principals ciutats del Diyar Mudar dins l'Djazira (Diyar Bakr, Diyar Mudar i Diyar Rabia) junt amb Al-Ruha (Edessa, avui Urfa) i Al-Raqqah. Umar II hi va establir una escola de medicina abans situada a Alexandria. Sota el califa Marwan II es va convertir en la seva residència. El palau del califat el van destruir els abbàssides. El 830 el califa Mamum va oferir als habitants, en la seva majoria pagans, l'elecció entre una de les tres religions del «llibre» (cristiana, jueva o musulmana), però els ciutadans van declarar ser membres de la religió sabea, que era admesa.
Sota el califat va tenir un govern religiós (govern dels sabeus) que va ser enderrocat el 1032 o 1033 per una milícia rural alida unida a una milícia dels pobres de la ciutat, que no tolerava la llibertat religiosa. Els temples sabeus van ser destruïts. Va passar llavors a la dinastia dels Numàyrides fundada per Watthab ibn Sàbiq an-Numayrí (990-1019) probablement en temps del tercer emir Mani, cap a l'any 1059, que el 1063 aproximadament va reconèixer la sobirania fatimita que va durar fins al 1081, quan va ser ocupada pel buwàyhida Xàraf-ad-Dawla, aliat turc seljúcida; però el governador buwàyhida Yahya ben al-Shatir va ser enderrocat uns dos anys després en una revolta popular; els seljúcides van reprimir amb sang la revolta i la van recuperar.
El 1104 els croats van ocupar Edessa, i van tallar el subministrament d'aigua a la ciutat d'Haran. El 7 de maig de 1104 va ser teatre de l'anomenada batalla d'Haran lliurada a la vall del riu Balikh (a uns dos dies a peu de la ciutat i en un lloc proper a Ar-Raqqà), on va ser fet presoner el comte Balduí II d'Edessa, després rei de Jerusalem. El 1114 un terratrèmol la va destruir en part. Imad-ad-Din Zengi I va fundar la dinastia zengita i va incorporar Harran als seus dominis el 1127.
Nur-ad-Din Mahmud se'n va apoderar el 1149 i la va embellir després haver estat destruïda severament per un altre terratrèmol el 1156, i igualment Saladí mentre va estar sota domini dels aiúbides. El 1181 va ser donada en feu a Muzaffar al-Din Abu Said Gokburi i el 1191 Saladí la va donar en feu a Al-Mudhàffar Taqí-d-Din Úmar. El 1202 el soldà aiúbida Malik al-Ashraf va nomenar governador Hadjib Ali. El 1237 els corasmis la van ocupar, però tres anys després, l'aiúbida Malik al-Nasir la va recuperar. La ciutat es va rendir sense combat als mongols el 1260.
Ibn Taymiyya, famós teòleg, va néixer a Harran el 1263. El 1271 Ala al-Din Taybars la va atacar sense èxit, i els mongols en represàlia van transferir els habitants a Mossul i Mardin i van destruir la ciutat incloent-hi les mesquites, deixant-ne només la ciutadella.

## Domini mameluc
El 1303, després de la victòria dels mamelucs, tota Al-Jazira incloent-hi Harran va passar als guanyadors.
Durant segles va ser només un llogaret, però modernament es va construir una nova ciutat a uns dos km de la vella, on encara es veuen les ruïnes, que són un atractiu turístic.